# James May's Toy Stories
James May's Toy Stories är en brittisk serie ledd av James May. Programmet premiärvisades på BBC 2 den 27 oktober 2009. Programmets idé är att visa folkkära leksaker på helt nya sätt. I första avsnittet skalar han upp ett Airfix-kit av en Spitfire till verklig storlek som han sedan skall montera med ett gäng tonåringar.

## Avsnitt
| Säsong | Avsnitt | Titel                | Gäst(er)                 | Första sändning  | Tittare (miljoner) |
| --- | ------- | -------------------- | ------------------------ | ---------------- | ------------------ |
| 1 | 1       | Airfix               |                          | 27 oktober 2009  | 3,93               |
| James tar modellflygplansbyggandet till en ny nivå när han skalar upp en Airfix-modell av ett Spitfireplan till naturlig storlek. Till sin hjälp i monterandet har han ett gäng motvilliga ungdomar. Han får snabbt problem med att övertala ungdomarna om att modellflygplansbygge är en hobby att vara stolt över.                  |         |                      |                          |                  |                    |
| 1 | 2       | Plasticine           |                          | 3 november 2009  | 3,46               |
| James designar en trädgård helt gjord i Plastilina (eng. ’’Plasticine’’) till Chelsea Garden Show. För att skapa de blommor han behöver till utställningen får han hjälp av tusentals personer. Det svåra visar sig vara att övertala den ansvariga för trädgårdskonventet att låta honom ställa ut utan att ha några riktiga växter. |         |                      |                          |                  |                    |
| 1 | 3       | Meccano              |                          | 10 november 2009 | 3,86               |
| James försöker med hjälp av Mekano bygga en bro över en kanal i Liverpool. Design- och ingenjörskonsulter från Atkins hjälper till med designen av bron och ingenjörsstudenter från Universitetet i Liverpool hjälper till med själva konstruerandet av bron.                                                                         |         |                      |                          |                  |                    |
| 1 | 4       | Scalextric           | Tiff Needell             | 17 november 2009 | 4,22               |
| James försöker återskapa den legendariska racerbanan Brooklands med hjälp av Scalextric. Banan på 4,75 km skulle nära nog dubblera det tidigare världsrekodet för en bilbana i Scalextric som var på 2,56 km. Till sin hjälp har han en byggkår på 400 frivilliga som skall sätta ihop den ca 20 000 bitar långa banan.               |         |                      |                          |                  |                    |
| 1 | 5       | Lego                 |                          | 20 december 2009 | 4,85               |
| James bygger ett hus I full storlek av lego. |         |                      |                          |                  |                    |
| 1 | 6       | Hornby               | Oz Clarke                | 25 december 2009 | 3,04               |
| James bygger världens längsta modelljärnväg. |         |                      |                          |                  |                    |
| S | 1       | The Great Train Race | ’’Miniature Wonderland’’ | 12 juni 2011     | 2,46               |
| James gör ett nytt försök med modelljärnvägen, denna gång tävlandes mot ett tyskt team från ’’Miniature Wonderland’’. |         |                      |                          |                  |                    |
| S | 2       | Flight Club          |                          | 23 december 2012 | 2,01               |
| James försöker flyga ett modellflygplan över Engelska kanalen. |         |                      |                          |                  |                    |
| S | 3       | The Motorcycle Diary |                          | 3 januari 2014   | 2,14               |
| James försöker bygga en motorcykel och sidovagn av Mekano. |         |                      |                          |                  |                    |

## Bilder

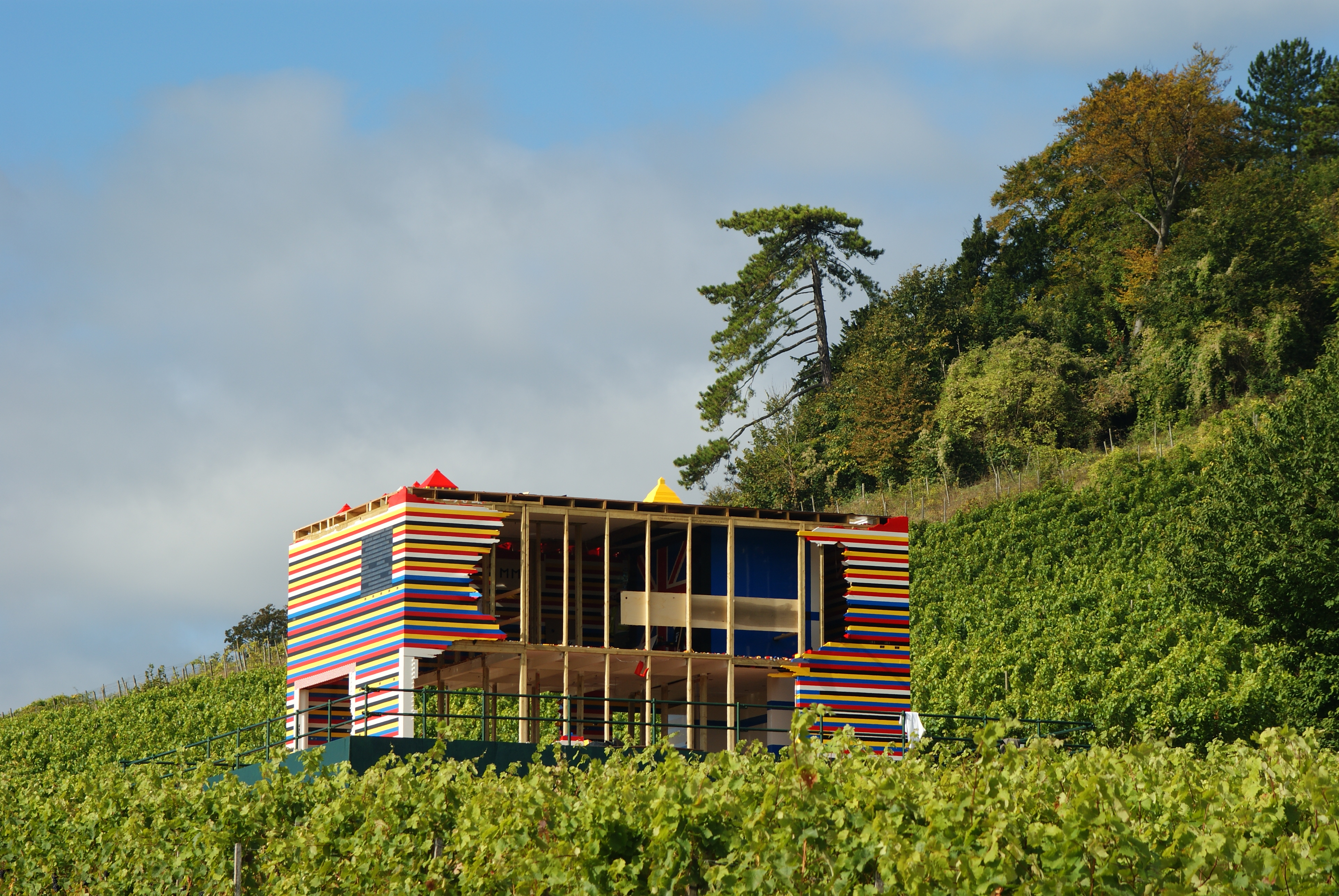
Legohuset tar form
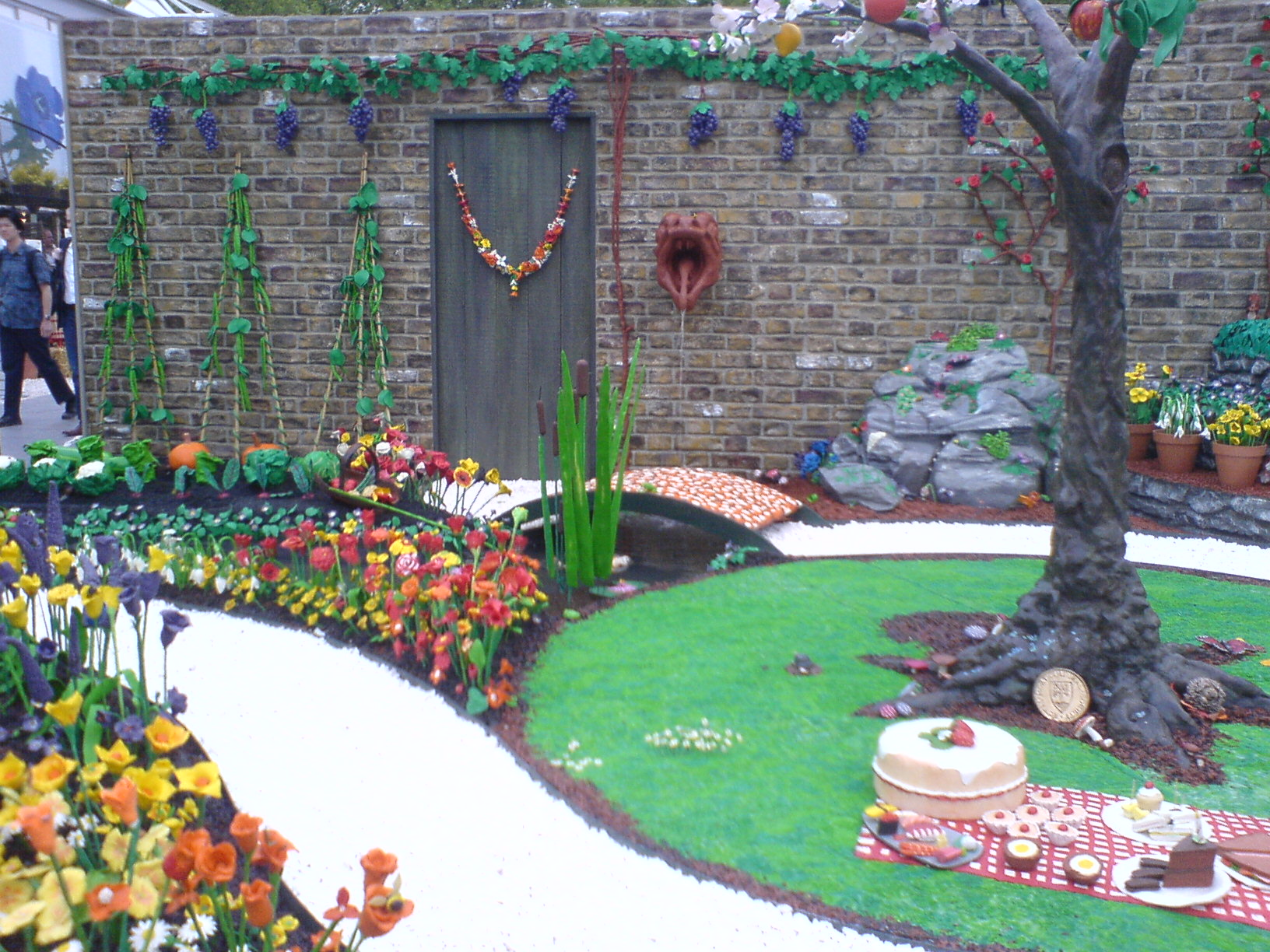
Trädgården i Plastilina
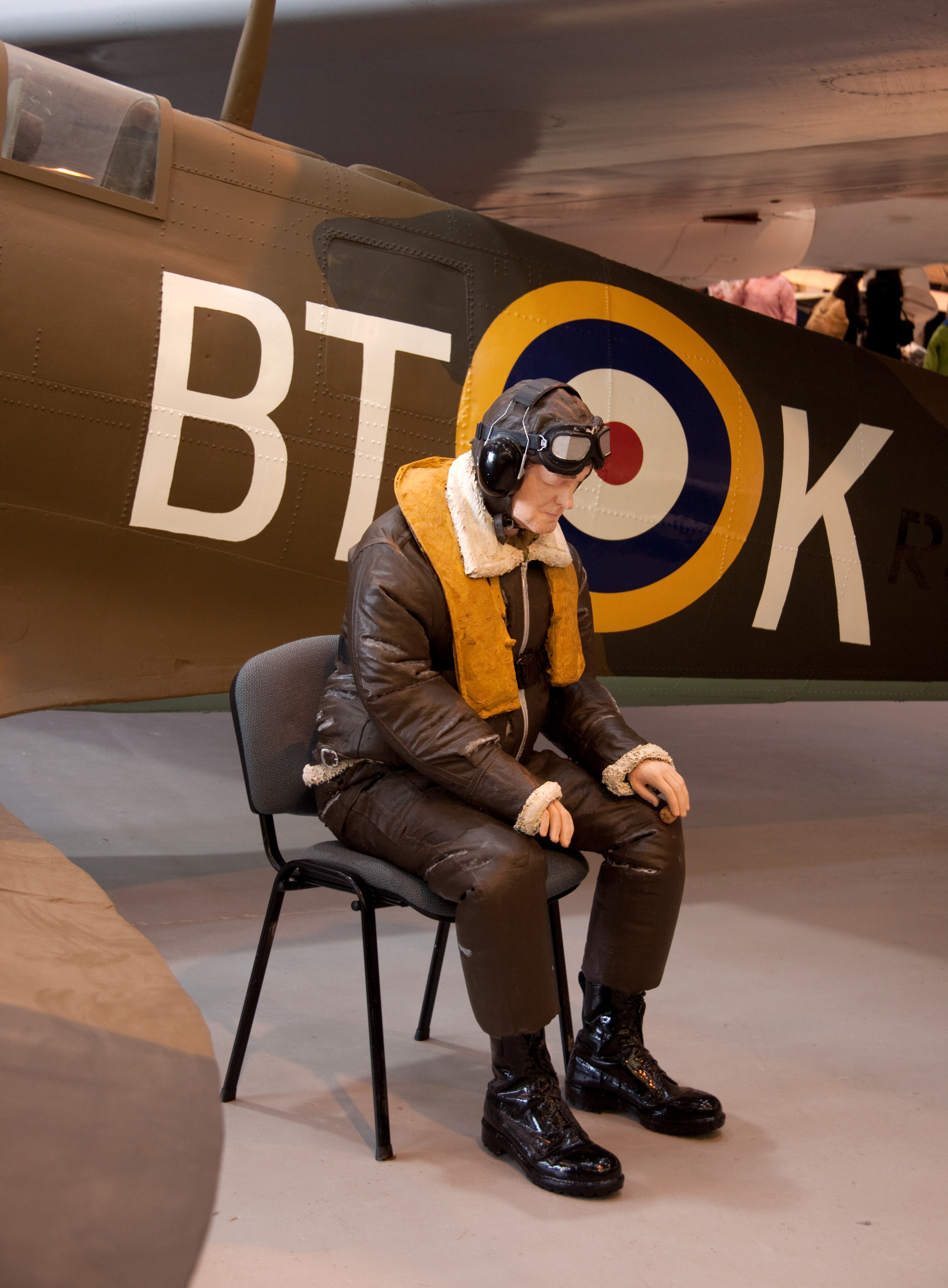
Modellpiloten till Spitfireplanet
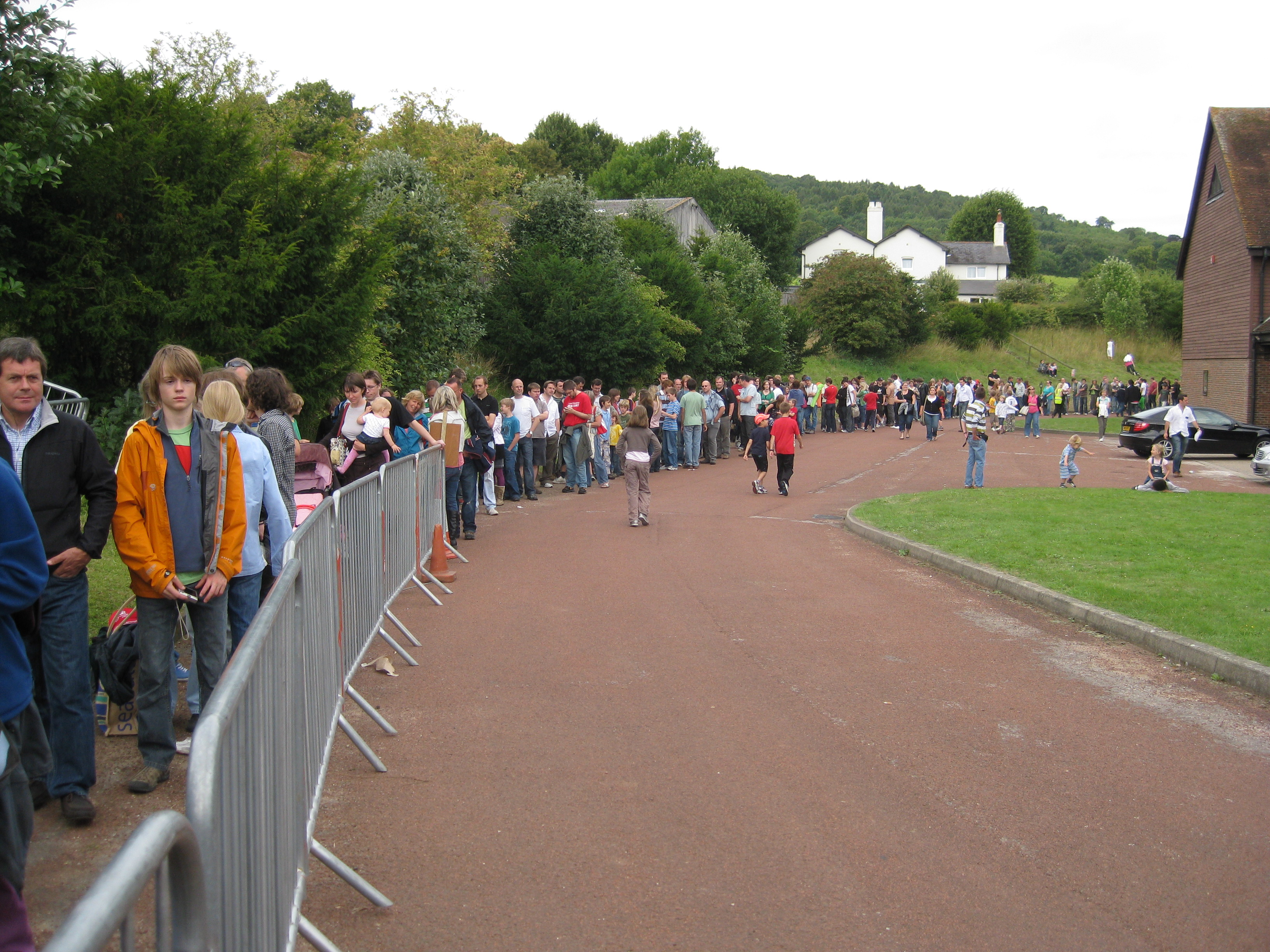
Volontärer köar för att få vara med och bygga legohuset.